# Auðnaöxl
Auðnaöxl är ett berg i republiken Island. Det ligger i regionen Västfjordarna, 170 km norr om huvudstaden Reykjavík. Toppen på Auðnaöxl är 571 meter över havet.
Trakten runt Auðnaöxl består i huvudsak av gräsmarker.